# Mal d 1
Mal d 1 ist das Hauptallergen aus dem Kulturapfel (Malus domestica) und gehört zu der PR10-Proteinfamilie (pathogenesis-related protein family 10), zu dem auch das homologe Pollenallergen Bet v 1 zählt. Es kann insbesondere bei Birkenpollenallergikern zu einer Apfelallergie, einer Form einer Nahrungsmittelallergie, führen.

## Eigenschaften
Das Allergen Mal d 1 ist 17,5 kDa groß und besteht aus 159 Aminosäuren. Etwa 65 % der Aminosäuren und 56 % der Nukleotide sind bei Bet v 1 und Mal d 1 identisch. Beide zeigen eine ähnliche dreidimensionale Struktur und weisen IgE- und T-Zell-Epitope auf.
Es sind die vier Isoformen Mal d 1.01, Mal d 1.02, Mal d 1.03 und Mal d 1.04 bekannt, die unterschiedlich stark exprimiert werden. Mal d 1.01 und 1.02 sind am häufigsten vertreten. Mal d 1 wird auf verschiedene Genen, den Ypr10-Genen, kodiert.
NMR-Strukturdaten weisen darauf hin, dass das native Mal d 1 drei α-Helices (α1 bis α3) und 7 antiparallele β-Faltblätter (β1 bis β7) formt. Wie auch andere Mitglieder der PR10-Familie sind β2 und β3 durch ein Glycin-reiches Motiv verbunden.
Mal d 1 ist – wie andere Mitglieder der PR10-Familie – hitzelabil und kann leicht durch Proteolyse (Peptidasen) denaturiert werden.
Neben Mal d 1 gibt es ferner noch Mal d 2 (zur Pflanzenallergengruppe der Thaumatin-ähnlichen Proteine zählend), Mal d 3 (ein nichtspezifisches Lipidtransferprotein (nsLTP)-Angehöriger einer Gruppe von Pflanzenproteinen/-allergenen mit hoher Stabilität im Verdauungstrakt) sowie Mal d 4 (ein Profilin).

## Biologische Funktion
Die genaue biologische Funktion von Mal 1 d in Äpfeln ist nicht bekannt. Mitglieder der PR-10-Proteinfamilie werden allgemein durch Pathogene, Zellbeschädigungen und andere Stressfaktoren exprimiert. Auch bei Mal 1 d wurde eine Hochregulation bei biotischen Stress beobachtet, was nahelegt, dass es für die Verteidigung gegen Schädlinge eine Rolle spielt.

## Apfelallergie
Personen, die auf Bet v 1 oder anderen Baumpollen sensibel reagieren, können nach Kontakt mit Mal d 1 eine Apfelallergie entwickeln. Insbesondere Birkenpollenallergiker in Mittel- und Nordeuropa bzw. Nordamerika zeigen eine Kreuzallergie auf Mal d 1 aufgrund dessen ähnlicher Struktur. Somit handelt es sich bei einer Apfelallergie um eine (birken)pollenassoziierte IgE-vermittelte Nahrungsmittelallergie.
Eine solche auf Mal d 1 basierende Apfelallergie äußert sich im sogenannten oralen Allergiesyndrom (OAS). Da Mal 1 d durch Peptidasen im Verdauungstrakt zerstört wird, sind primär Mund und Rachen betroffen. Beispielsweise geben Allergiker ein Kratzen oder Jucken der Lippen, der Zunge und des Halses an, wobei manchmal auch Lippen und Zunge anschwellen. Darüber hinaus wurden Symptome wie eine nahrungsmittelinduzierte Rhinokonjunktivitis (eine gemeinsame Entzündung der Nasenschleimhaut und der Bindehaut der Augen) und Kurzatmigkeit beobachtet. Die Symptome treten innerhalb von Minuten, manchmal auch nach Stunden auf. Auch wenn die Reaktionen milde verlaufen, sollten Apfelallergiker den Verzehr frischer Äpfel meiden oder zumindest diese zu schälen. Wegen der Hitzenunbeständigkeit von Mal d 1 können Äpfel auch nach Erhitzen in Form von z. B. Bratäpfeln, Apfelkuchen oder Apfelmus konsumiert werden. Gemäß DEGS1-Studie sind von ca. 7000 Erwachsenen etwa 9 % gegen das Allergen „Grüner Apfel“ sensibilisiert, gemäß KiGGS-Studie Welle 1 von knapp 13.000 telefonisch befragten Kindern und Jugendlichen 9,5 %. Eine Sensibilisierung bedeutet aber nicht, dass auch Allergiesymptome auftreten.
Umfragen und kleine klinische Studien zeigen, dass die Apfelsorte einen Einfluss auf die Allergiereaktion hat. Hierbei korreliert der Gehalt von Mal d 1 mit der Stärke der Allergie. Aber auch das Klima des Anbaus, der Wachstumsstandort, die Reifung, Ernte- sowie Lagerbedingungen haben einen Einfluss auf den Gehalt. Ein frisch geernteter Apfel hat weniger Allergene, bei der Lagerung steigt der Gehalt an.  Auch bei neueren Züchtungen kann der Mal d 1-Gehalt sehr niedrig liegen, so dass selbst nach langer Lagerung die Sorte als allergikerfreundlich bezeichnet werden kann, z. B. beim Santana, Gräfin Goldach oder Fresco. Forscher entwickeln weiter allergikerfreundliche Äpfel wie ZIN168 und ZIN186, die einen sehr niedrigen Gehalt an Mal d 1 aufweisen – ein komplett allergenfreier Apfel wird nicht umsetzbar sein.
Mal d 1 kommt in der Regel etwa 2–3 mal häufiger in der Apfelschale als im Fruchtfleisch vor, mit Ausnahme der Sorte Bohnapfel. In der Literatur werden je nach Messmethode und Apfelsorte unterschiedliche Mengen bestimmt und abgeschätzt, beispielsweise von 10 mg/kg Frischgewicht (Gewürzluiken) bis zu 67 mg/kg Frischgewicht (Gala). Wobei es sich bei ersteren um polyphenolreiche ältere Apfelsorten handelt, im Gegensatz zu Gala.